# Grand Prix Formule 1 van Monaco 1957
De Grand Prix Formule 1 van Monaco 1957 werd gehouden op 19 mei in Monte Carlo op het circuit van Monaco. Het was de tweede race van het seizoen.

## Uitslag
| Pos. | Nr. | Coureur                          | Constructeur   | Rondes | Tijd / Oorzaak uitval | Grid | Punten |
| ---- | --- | -------------------------------- | -------------- | ------ | --------------------- | ---- | ------ |
| 1    | 32  | Juan Manuel Fangio               | Maserati       | 105    | 3:10:12.8             | 1    | 9S     |
| 2    | 20  | Tony Brooks                      | Vanwall        | 105    | +25,2 s               | 4    | 6      |
| 3    | 2   | Masten Gregory                   | Maserati       | 103    | +2 Rondes             | 10   | 4      |
| 4    | 10  | Stuart Lewis-Evans               | Connaught-Alta | 102    | +3 Rondes             | 13   | 3      |
| 5    | 30  | Maurice Trintignant              | Ferrari        | 100    | +5 Rondes             | 6    | 2      |
| 6    | 14  | Jack Brabham                     | Cooper-Climax  | 100    | +5 Rondes             | 15   |        |
| NF   | 24  | Wolfgang von Trips Mike Hawthorn | Ferrari        | 95     | Motor                 | 9    |        |
| NF   | 34  | Giorgio Scarlatti Harry Schell   | Maserati       | 64     | Olielek               | 14   |        |
| NF   | 6   | Ron Flockhart                    | BRM            | 60     | Motor                 | 11   |        |
| NF   | 36  | Carlos Menditeguy                | Maserati       | 51     | Spin                  | 7    |        |
| NF   | 12  | Ivor Bueb                        | Connaught-Alta | 47     | Brandstoflek          | 16   |        |
| NF   | 38  | Harry Schell                     | Maserati       | 23     | Ophanging             | 8    |        |
| NF   | 22  | Horace Gould                     | Maserati       | 10     | Ongeluk               | 12   |        |
| NF   | 26  | Peter Collins                    | Ferrari        | 4      | Ongeluk               | 2    |        |
| NF   | 18  | Stirling Moss                    | Vanwall        | 4      | Ongeluk               | 3    |        |
| NF   | 28  | Mike Hawthorn                    | Ferrari        | 4      | Ongeluk               | 5    |        |
| NQ   | 8   | Roy Salvadori                    | BRM            |        |                       |      |        |
| NQ   | 40  | Hans Herrmann                    | Maserati       |        |                       |      |        |
| NQ   | 4   | André Simon                      | Maserati       |        |                       |      |        |
| NQ   | 42  | Luigi Piotti                     | Maserati       |        |                       |      |        |
| NQ   | 16  | Les Leston                       | Cooper-Climax  |        |                       |      |        |

## Statistieken
| Pole-position | Juan Manuel Fangio | Maserati | 1:42.7 |
| Snelste ronde | Juan Manuel Fangio | Maserati | 1:45.6 |

## Noot
- Dit was het debuut voor de Britse coureur Stuart Lewis-Evans en Ivor Bueb en de Amerikaanse coureur Masten Gregory.
- 25ste pole position voor Juan Manuel Fangio.
- Eerste podiumplaats voor Tony Brooks en Masten Gregory.

1929 · 1930 · 1931 · 1932 · 1933 · 1934 · 1935 · 1936 · 1937 · 1948 · 1950 · 1955 · 1956 · 1957 · 1958 · 1959 · 1960 · 1961 · 1962 · 1963 · 1964 · 1965 · 1966 · 1967 · 1968 · 1969 · 1970 · 1971 · 1972 · 1973 · 1974 · 1975 · 1976 · 1977 · 1978 · 1979 · 1980 · 1981 · 1982 · 1983 · 1984 · 1985 · 1986 · 1987 · 1988 · 1989 · 1990 · 1991 · 1992 · 1993 · 1994 · 1995 · 1996 · 1997 · 1998 · 1999 · 2000 · 2001 · 2002 · 2003 · 2004 · 2005 · 2006 · 2007 · 2008 · 2009 · 2010 · 2011 · 2012 · 2013 · 2014 · 2015 · 2016 · 2017 · 2018 · 2019 · 2020 · 2021 · 2022 · 2023 · 2024 · 2025